# ジェームズ・ヒューイット (第4代リフォード子爵)
第4代リフォード子爵ジェームズ・ヒューイット（James Hewitt, 4th Viscount Lifford、1811年3月31日 – 1887年11月22日）は、アイルランド貴族。保守党に属し、アイルランド貴族代表議員を務めた。

## 生涯
第3代リフォード子爵ジェームズ・ヒューイットと妻メアリー・アン（1785年ごろ – 1877年1月3日、初代ハワーデン子爵コーンウォリス・モードの娘）の息子として、1811年3月31日にダブリンのメリオン・スクエアで生まれた。
1830年3月4日にオックスフォード大学クライスト・チャーチに入学、1833年にB.A.の学位を修得した。
1841年、ドニゴール県長官を務めた。ドニゴール県の副統監も務めた。1876年時点でドニゴール県に11,210エーカー、ティロン県に545エーカーの領地を所有し、合計で年収1,128ポンドに相当した。しかし、1883年時点には所有した領地が2,000エーカー未満になった。
1855年4月22日に父が死去すると、リフォード子爵位を継承した。1856年1月23日にアイルランド貴族代表議員に選出され、1887年に死去するまで務めた。貴族院では保守党に属した。
1887年11月20日にドニゴール県ミーングラス（Meen Glas）で死去、ドニゴール県モネレーン（Monellane）で埋葬された。長男ジェームズ・ウィルフリッドが爵位を継承した。

## 著作
- Ireland and the Irish Church（1842年）[1]
- Thoughts on the Present State of Ireland（1849年）[1]
- A Plea for Irish Landlords（1867年）[1]

## 家族
1835年7月9日、メアリー・アチソン（Mary Acheson、1809年6月27日 – 1850年3月13日、第2代ゴスフォード伯爵アーチボルド・アチソンの娘）と結婚、5男2女をもうけた。
- ジェームズ・ウィルフリッド（1837年10月12日 – 1913年3月20日） - 第5代リフォード子爵[1]
- メアリー・アン（1840年2月8日[6] – 1913年5月27日） - 1866年9月4日、ジョン・ゲイソン・ウッド（John Gathorne Wood、1929年8月3日没）と結婚、子供あり[3]
- エヴリン・ジョン（1842年7月19日 – 1867年7月4日）[3]
- アーチボルド・ロバート（1844年1月14日 – 1925年5月22日） - 第6代リフォード子爵[1]
- コーンウォリス・チャールズ（1847年3月3日 – 1889年9月4日） - 聖職者。1881年12月7日、マリア・ヘイズ（Maria Hayes、1882年8月19日没、第3代準男爵サー・エドマンド・ヘイズ（英語版）の娘）と結婚、子供なし[3]
- エドワード（1848年3月31日 – 1931年9月4日） - 1890年12月10日、エヴリン・フランシス・シャーロット・ストロング（Evelyn Frances Charlotte Stronge、1956年6月17日没、エドモンド・ロバート・ストロングの娘）と結婚[7]
- イザベラ（1850年3月9日[6] – 1924年3月19日） - 1879年1月7日、リチャード・サウスビー（Richard Southby）と結婚[3]

1851年12月9日、リディア・ルーシー・クート（Lydia Lucy Coote、1828年8月13日 – 1919年4月28日、ジョン・ディグビー・ウィンフィールド＝ディグビーの娘、チャールズ・パードン・クートの未亡人）と再婚、2男4女をもうけた。
- レティス・ルーシー（1853年1月1日[6] – 1930年8月13日） - 1875年2月4日、アレグザンダー・ウィリアム・マクスウェル・クラーク・ケネディ（Alexander William Maxwell Clark Kennedy、1894年12月21日没）と結婚、子供あり[7]
- アリス・アン（1854年9月16日[6] – 1943年2月11日） - 1878年7月25日、第4代準男爵サー・サミュエル・ヘイズ（英語版）（1901年11月7日没）と結婚、子供あり[7]
- ウィリアム・ジェームズ（1856年4月6日 – 1948年10月28日） - 1887年4月26日、エヴリン・フランシス・ケアリー（Evelyn Frances Carey、1946年10月21日没、フランシス・ケアリーの娘）と結婚、子供あり[7]
- ジョージアナ・ロザモンド（Georgiana Rosamond、1857年8月31日[6] – 1887年5月9日） - 1883年12月13日、ジョン・ケネルム・ディグビー・ウィンフィールド・ディグビー（John Kenelm Digby Wingfield Digby、1904年12月25日没、ジョン・ウィンフィールド・ディグビーの息子）と結婚、子供あり[3]
- ジョージ・ワイルドボア（George Wyldbore、1858年11月16日 – 1924年4月23日） - 1891年1月24日、エリザベス・メアリー・ランピーニ（Elizabeth Mary Rampini、1959年5月24日没、チャールズ・ランピーニの娘）と結婚、子供あり[7]
- アン・イライザ（1860年2月16日[6] – 1957年9月5日） - 生涯未婚[7]